# Sega NAOMI

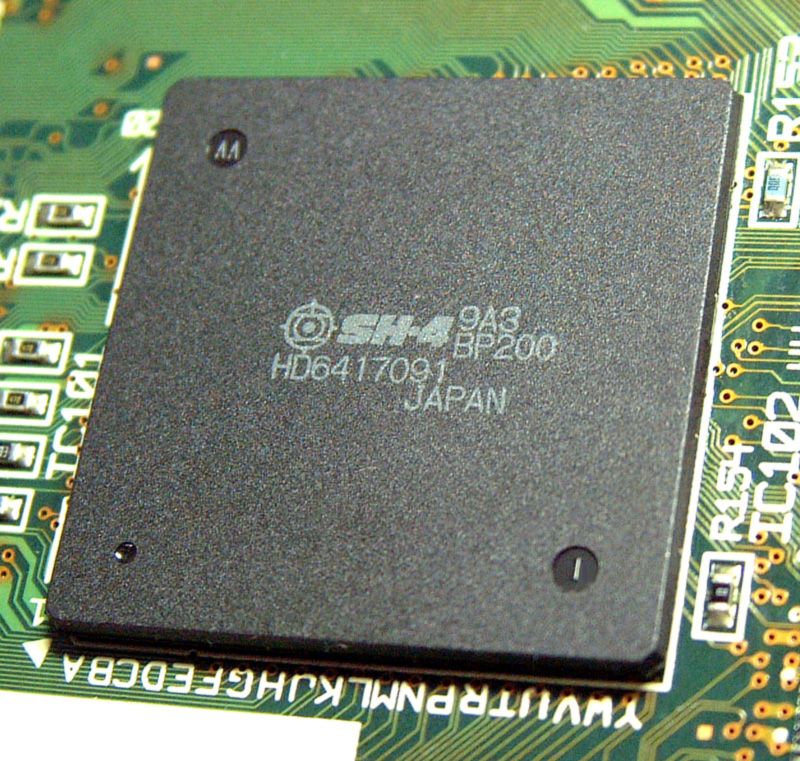
Een Hitachi SH-4 processor die wordt gebruikt door de Sega NAOMI.

De Sega NAOMI (New Arcade Operation Machine Idea) is een ontwikkeling op basis van de technologie van de Sega Dreamcast als basis voor een arcadesysteembord. Naomi is ook een veel voorkomende Japanse meisjesnaam dat "bovenal mooi" betekent. De eerste NAOMI-hardware werd getoond in 1998 op de JAMMA, de Japanese Amusement Machine Manufacturers' Association, als opvolger van Sega's Model 3-hardware. Het gebruik van hardwarecomponenten in massaproductie zorgde voor een scherpe kostenreductie van volledige speelhalcabinetten.

## Hardware
De NAOMI en de Dreamcast delen dezelfde systeemarchitectuur. Beide systemen gebruiken dezelfde Hitachi SH-4-processor, een PowerVR Reeks 2 (PVR2DC) grafische processor en een Yamaha AICA geluidssysteem. De NAOMI heeft tweemaal zo veel systeem- en grafischgeheugen en heeft vier keer meer geheugen voor geluid. En hoewel de NAOMI en de Dreamcast met dezelfde kloksnelheid werken, kunnen meerdere NAOMI-boards worden gestapeld om betere grafische prestaties of een multi-monitoropstelling te bereiken. Het andere belangrijkste verschil tussen de NAOMI en de Dreamcast ligt bij de gebruikte spelmedia. De NAOMI gebruikt een solid-state (ROM PC-board) in plaats van het door de Dreamcast gebruikte GD-ROM optisch medium, aangezien ROM-chips geschikter zijn voor het intensieve gebruik binnen een speelhal. Het NAOMI-systeem kan 168 MB aan gegevens opslaan. De NAOMI-boards kunnen in speciale spelkabinetten (NAOMI Universeel Cabinet) worden gebruikt waarin een theoretisch maximum van zestien NAOMI-boards parallel geschakeld kunnen worden.
In tegenstelling tot de meeste hardwareplatformen in de arcadeindustrie, is de NAOMI-technologie in licentie gegeven aan vele andere fabrikanten. Spellen als Mazan en Guilty Gear XX zijn voorbeelden van op NAOMI-gebaseerde speelhalspellen die niet zijn ontwikkeld door Sega.

## Specificaties
- Processor: Hitachi SH-4 64-bit RISC-processor (200 MHz, 360 MIPS/1,4 GFLOPS)
- Grafische processor: NEC-Videologic PowerVR (PVR2DC) (100 MHz)
- Geluid: Super Intelligent Sound Processor (SIPS), met interne 32-bit RISC-processor, 64-kanaals ADPCM
- Geheugen:
  - hoofd: 32 MB
  - grafisch: 16 MB
  - geluid: 8 MB
- Media: ROM-board (maximaal 168 MB)
- Simultane kleurweergave: ongeveer 16 miljoen kleuren
- Additionele kenmerken:
  - bump-mapping
  - mist (fog)
  - alfakanaal (transparantie)
  - mip-mapping (polygoontextuur auto switch)
  - tri-lineair filteren
  - anti-aliasing
  - environment mapping
  - spiegelende effecten

## Softwareproducenten
De volgende softwareproducenten ontwikkelen computerspellen op basis van het NAOMI-hardwareplatform.
- Capcom
- Tecmo
- Raizing
- CAVE
- Sammy
- Psikyo
- Jaleco
- SNK
- Treasure
- Visco
- Video System

## Spellen voor NAOMI
Een selectie van spellen die zijn uitgebracht voor de NAOMI met een vermelding op Wikipedia zijn:
- Crazy Taxi
- F355 Challenge
- Marvel vs. Capcom 2
- Zombie Revenge